# Demba Sowe
Demba Sowe (geb. 1972 in Mali Kunda, Gambia; gest. am 24. Januar 2020 in Casablanca, Marokko) war ein gambischer Politiker.

## Leben
| Parlamentswahl | Stimmen | Stimmanteil |
| -------------- | ------- | ----------- |
| 2017           | 1.434   | 54,50 %     |

Sowe stammte aus dem Ort Nana im Distrikt Niamina West der Central River Region. Er besuchte zuerst die Grundschule in Sambang, später die Farafenni Junior Secondary School. Sowe arbeitete in verschiedenen Berufsfelder und war selbständig.
2016 trat Sowe der neu gegründeten Partei Gambia Democratic Congress (GDC) bei.
Demba Sowe trat bei der Wahl zum Parlament 2017 als Kandidat der Gambia Democratic Congress (GDC) im Wahlkreis Niamina West in der Janjanbureh Administrative Region an. Mit 54,50 % konnte er den Wahlkreis vor Malick Sowe (NRP) für sich gewinnen. Im Parlament war er stellvertretender Vorsitzender des Umweltausschusses und Mitglied des Handels- und Tourismusausschusses.
Am 24. Januar 2020 verstarb er im Alter von 48 Jahren im marokkanischen Casablanca. Sein Leichnam wurde nach Gambia überführt und eine Woche später in seinem Heimatort beigesetzt. Er hinterließ drei Ehefrauen und fünf Kinder.